# 임파워 필드 앳 마일하이
임파워 필드 앳 마일하이(영어: Empower Field at Mile High)는 콜로라도주 덴버에 위치한 다목적 경기장이다. 2011년 8월 16일 콜로라도주에 위치한 스포츠용품 소매 회사 스포츠 어서리티가 명명권을 획득했다가, 2016년에 스포츠 어서리티가 청산으로 소멸한 뒤, 2018년부터 2019년 일부 동안 브롱코스 스타디움 앳 마일하이(영어: Broncos Stadium at Mile High)라는 임시 명칭을 사용하였다. 2019년 9월 4일에 임파워 리타이어먼트와의 새 명명권 계약이 발표되어 지금의 이름을 갖게 됐다. NFL 덴버 브롱코스의 홈 경기장으로 사용되고 있다. 쿠어스 필드처럼 고지대에 있어서 필드골을 차면 멀리 나간다.
콜로라도 래피즈의 전 홈구장이었다. 메탈 그룹 메탈리카가 2003년 8월 1일 이곳에서 콘서트를 열어 약 10만 개의 모든 표가 매진되기도 했다.

## 같이 보기
- 마일 하이 스타디움
- 쿠어스 필드
- 볼 아레나
- 딕스 스포팅 구즈 파크